# Wilebaldo Solano
Wilebaldo Solano (Burgos, 7 de juliol de 1916 - Barcelona, 7 de setembre de 2010) fou un dirigent comunista espanyol.
Estudià Medicina i milità a la Joventut Comunista Ibèrica, organització de la que fou secretari general durant la Guerra civil espanyola després de la mort de Germinal Vidal i director de Juventud Comunista (1936-1937). Pel febrer de 1937 participà directament en la creació del Front de la Joventut Revolucionària, format bàsicament amb les Joventuts Llibertàries i les del POUM. Fou un dels membres del Comitè Executiu clandestí del POUM amb Narcís Molins i Fàbregas, Gironella, Josep Rodes i Joan Farré Gassó a partir del juliol de 1937 i, detingut a l'abril de 1938, romangué a la presó Model fins a la fi de la guerra.
Marxà a l'exili i s'establí a París, on intentà la reorganització del POUM i publicà de nou La Batalla. Detingut a Montalban el 1941, fou condemnat a 20 anys de treballs forçats per la França de Vichy. Alliberat el 1944, es va unir al maquis fins al final de la Segona Guerra Mundial. Va treballar per a l'Agence France-Presse entre 1953 i 1981. És autor d'un assaig biogràfic d'Andreu Nin inclòs en la reedició de la seva obra Els moviments d'emancipació nacional (1970) per part de les Edicions Catalanes de París.

## Fons personal
El seu fons personal es conserva a l'Arxiu Nacional de Catalunya. El fons aplega la documentació produïda i rebuda per Wilebaldo Solano, molt preferentment en la seva condició de dirigent del Partit Obrer d'Unificació Marxista en temps de l'exili i la Transició democràtica espanyola. Inclou només algunes peces de la seva obra creativa i correspondència de caràcter personal. Destaca sobretot, per la seva riquesa i volum, la documentació dedicada a les seves relacions polítiques de caràcter internacional i amb les organitzacions polítiques de l'exili, així com la seva feina d'organització del partit des del 1945. El fons aplega documentació relativa als òrgans de govern i als congressos que van definir la seva línia política del partit fins a la Transició democràtica, en especial pel que fa al corrent Izquierda del POUM, que defensà a ultrança la independència de l'organització. Presenta un valor molt notable l'aplec de publicacions de la Joventut Comunista Ibérica i del POUM relatives al període 1924-1980, en especial, les aparegudes durant la Guerra Civil espanyola. Finalment, el fons aplega com a recursos d'informació, un volum notable de dossiers d'informació sobre aspectes polítics i socials, així com de publicacions d'altres organitzacions polítiques i sindicals democràtiques i antifranquistes.
Al CRAI Biblioteca Pavelló de la República es conserva, també, una altra part del seu fons personal. Aquesta consta de documentació diversa de Wilebaldo Solano, escrits d'ell, documents pertanyents a diferents institucions polítiques i culturals, i retalls de premsa.